# Césane
Césane (en italien Cesana Torinese) est une commune italienne d'un peu plus de 1 000 habitants, située dans la ville métropolitaine de Turin, dans la région Piémont, dans le Nord-Ouest de l'Italie.
C'est l'un des sites des Jeux olympiques d'hiver de 2006, qui a accueilli les épreuves de biathlon, de bobsleigh, de luge et de skeleton.

## Toponymie
- En français : Césane
- En italien : Cesana Torinese
- En occitan : Cesana
- En piémontais : Cesan-a

## Géographie
La ville se situe dans la partie haute du val de Suse au pied du col du Montgenèvre et du sommet du Chaberton.

## Histoire
Césane se trouve sur les traces d'une voie romaine allant de la plaine du Pô à ce qui était alors la Gaule. Durant le haut Moyen Âge, cette voie perdit de son importance pour le commerce mais la conserva au niveau de l'utilisation militaire. Le village fut propriété des dauphins de Viennois, d'ancienne et prestigieuse noblesse du Dauphiné, jusqu'à la fin du XIVe siècle lorsqu'ils vendirent l'ensemble de leurs domaines à Philippe VI de France à la condition que l'héritier de la couronne de France soit appelé le dauphin. En 1155, le dauphin Guigues V d'Albon obtint de l'empereur germanique Frédéric Barberousse l'autorisation de battre monnaie à Cézanne ; en 1281, la monnaie porte le portrait du dauphin.
Avec la concession des dauphins de Viennois en 1343 naquit la République des Escartons, sur un territoire qui est actuellement à cheval entre l'Italie et la France. Cézanne se trouvera dans l'Escarton d'Oulx jusqu'à la fin de 1713, quand elle fut cédée à la Savoie par le traité d'Utrecht. Entre le XIVe et le XVIIe siècle, le village souffrit directement et indirectement des guerres de religion entre les catholiques et les protestants (l'Église vaudoise dans les vallées de Pragela).
En 1708, durant la guerre de Succession d'Espagne, Césane est prise par les troupes françaises.
En 1928, on a uni à Césane des communes jusqu'alors autonomes : Bousson, Fenils, Mollieres, Solomiac et Thures.

### Prise de Césane en 1708
A cette époque, Césane était formée de deux petites villes séparées seulement par un pont-levis.
En 1708, lors de guerre de Succession d'Espagne, l'armée du Dauphiné, sous les ordres du maréchal de Villars, franchie les Alpes. Le régiment de La Marine qui était chargé de garder le passage de la vallée de Barcelonnette détache ses grenadiers qui prennent part à l'attaque de Césane.

La place était défendue par 800 hommes. Chassés de la première ville, ils se refugient dans la seconde ville et lèvent le pont-levis. Le lieutenant de grenadiers Michel, du régiment de La Marine, reconnait un angle de la muraille qui n'est point gardé. Il tente l'escalade avec quelques hommes, tombe sur le poste de garde du pont, l'égorge et ouvre à ses camarades l'entrée de la ville. Cette action, qui dura deux heures, pendant laquelle il y eut un feu de mousqueterie épouvantable, est d'autant plus glorieuse pour les troupes françaises, que les deux villes furent emportées à la vue d'une partie de l'armée de Savoie, qu'on vit descendre des montagnes pendant le plus fort du combat, et qui détacha trois bataillons à portée de pistolet, sur les hauteurs qui dominent Césane.

## Économie

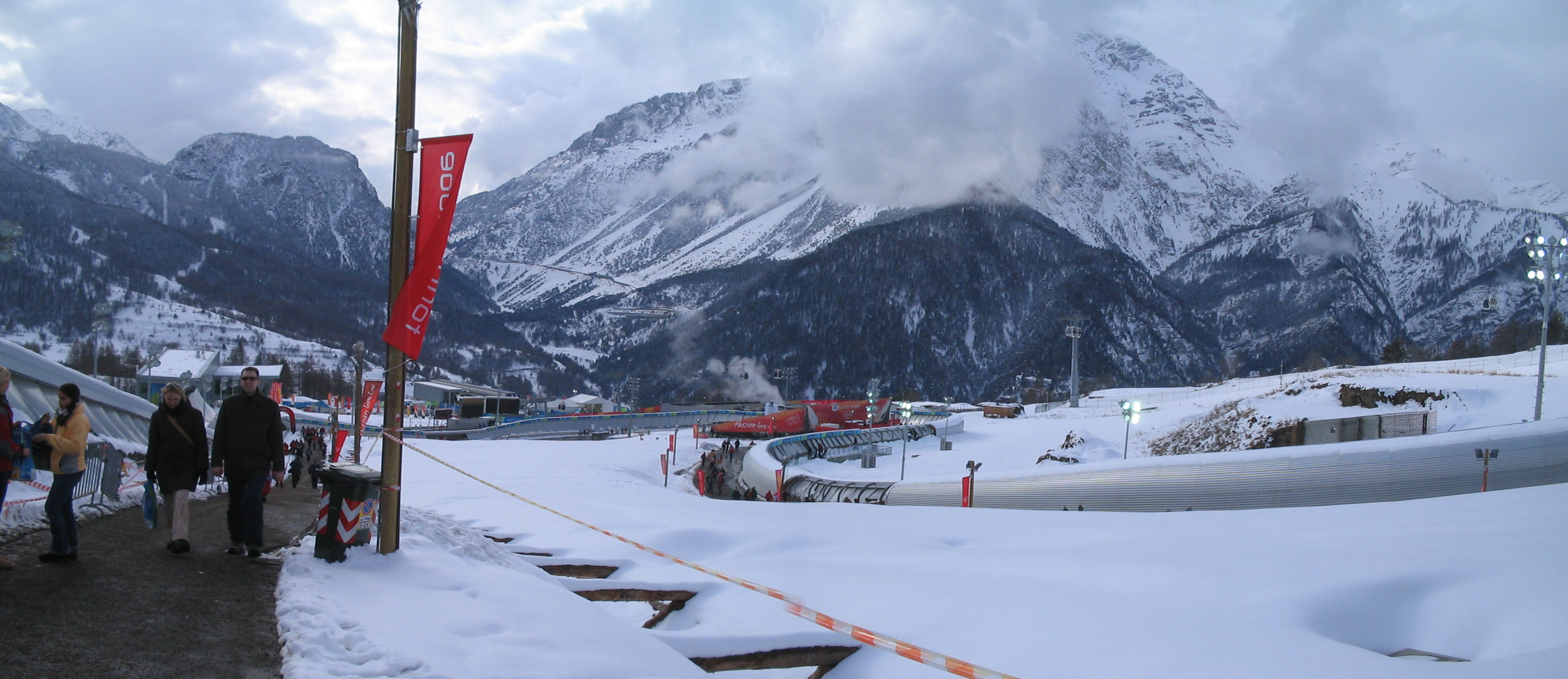
Station de sports d'hiver.

L'économie du village repose actuellement surtout sur le tourisme, et en particulier celui des sports d'hiver. En effet, Césane possède une station de ski faisant partie du domaine skiable alpin de la Via Lattea.
Cesana Alta (Césane le Haut) est, avec Saint-Véran, dans le département français des Hautes-Alpes, l'un des villages les plus hauts d'Europe. Composé de chalets se trouvant au milieu de forêts de pins (altitude 2 000 m) et sur le plateau du Colle Bercia (altitude 2 230 m), l'endroit est relié au chef-lieu par des télésièges et cabines avec vues panoramiques. Enfin, Cesana Alta est doté de grands pâturages utilisés par les troupeaux.

## Monuments et patrimoine
L'église de Saint Jean-Baptiste a encore trois absides ainsi qu'un clocher de construction romane (XIIe siècle). Le portail est de 1518. Le plafond, en bois, du XVIIe siècle. À côté de l'église, il y a une fontaine du XVe siècle.

## Transports
Oulx est située sur la ligne du Fréjus qui relie Turin à la frontière française. Elle est desservie entre autres par les TGV qui vont de Paris à Milan.

## Sport

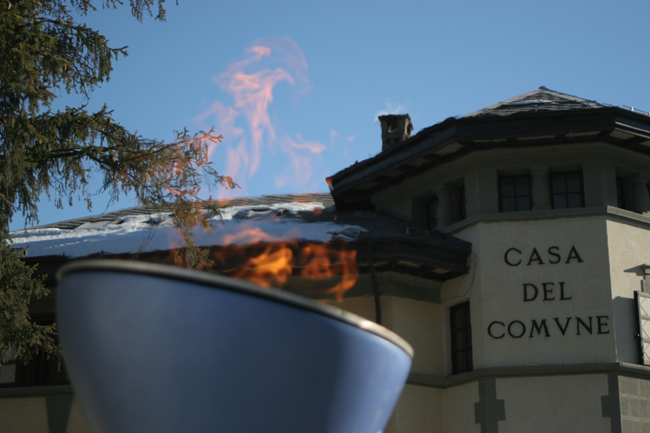
La flamme olympique devant la mairie.

Entre 1961 et nos jours, est organisée la Course de côte Cesana - Sestrières, ayant compté près de vingt fois pour le Championnat d'Europe de la montagne. 
La commune fait partie du domaine skiable franco-italien de la Voie lactée (Via lattea). Elle possède une piste de luge, bobsleigh et de skeleton : la Cesana Pariol. Cette piste fut utilisée à l'occasion des Jeux olympiques d'hiver de 2006.
Un trail se court chaque année depuis 1964 le premier dimanche d'août. L'épreuve réunit les meilleurs athlètes de la discipline et relie Cesana à Montgenèvre en passant par le sommet du mont Chaberton à 3 131 m.

## Administration
| Période                                  | Période  | Identité      | Étiquette | Qualité |
| ---------------------------------------- | -------- | ------------- | --------- | ------- |
| 14 juin 2004                             | En cours | Roberto Serra |           |         |
| Les données manquantes sont à compléter. |          |               |           |         |

### Hameaux
Autagne, Balbières, Bousson, Champlas Seguin, Colombières, Désertes, Fenils, Mollières, Montechiaro, Pra Claud, San Sicario Alto, San Sicario Borgo, Solomiac, Thures (Chabaud, Lause, Rhuilles, Thuras, Thures, Thures-Gorlier, Rif-la-Chenal, Champ-Quartier). 
Bousson, Désertes, Fenils, Solomiac et Thures étaient, avant la période fasciste, des communes à part entière.

### Communes limitrophes
Abriès (FR-05), Cervières (FR-05), Clavières, Montgenèvre (FR-05), Névache (FR-05), Oulx, Sauze de Césane, Sestrières.

### Évolution démographique
Habitants recensés

### Jumelage
- Reggio de Calabre (Italie) depuis 2006.